# NEW (AAA의 노래)
〈NEW〉(ニュー 뉴[*])는 AAA의 쉰한 번째 싱글이다. 2016년 6월 8일에 에이벡스 트랙스에서 발매됐다.

## 개요
- 연속하는 싱글 두 작품의 발매 간격으로는 AAA 사상 가장 길었다.
- 타이틀 곡 〈NEW〉 뮤직비디오 및 CD 자켓 사진은 아타에가 유학하고 있는 로스앤젤레스에서 촬영됐다.
- 자켓 A, B, 팬 클럽 한정판의 세 형태로 발매됐다. 모든 형태에 스마프라가 부록된다.
- 초도 한정 봉입 특전(세 형태 공통)으로는 8종 중에서 1종의 포토 카드가 봉입된다.

## 수록 내용

### 자켓 A
| #  | 제목                             | 작사                             | 작곡                                      | 편곡 | 재생 시간 |
| -- | -------------------------------- | -------------------------------- | ----------------------------------------- | ---- | --------- |
| 1. | 〈NEW〉                          | 미조구치 타카키, 히다카 미츠히로 | 사토 아츠시                               | 4:08 |           |
| 2. | 〈~Interlude~〉                  |                                  | ats-                                      | 1:00 |           |
| 3. | 〈LEAP of FAITH〉                | AIJ, 히다카 미츠히로             | 모리타 마사노리, 아베 노보루, 야노 마이클 |      |           |
| 4. | 〈NEW〉 (Instrumental)           |                                  |                                           |      |           |
| 5. | 〈LEAP of FAITH〉 (Instrumental) |                                  |                                           |      |           |

| #  | 제목                       | 재생 시간 |
| -- | -------------------------- | --------- |
| 1. | 〈NEW(Music Clip)〉        |           |
| 2. | 〈NEW(Music Clip Making)〉 |           |

1. 1 2  랩의 작사를 맡았다.

### 자켓 B
| #  | 제목                             | 재생 시간 |
| -- | -------------------------------- | --------- |
| 1. | 〈NEW〉                          |           |
| 2. | 〈~Interlude~〉                  |           |
| 3. | 〈LEAP of FAITH〉                |           |
| 4. | 〈NEW〉 (Instrumental)           |           |
| 5. | 〈LEAP of FAITH〉 (Instrumental) |           |

### 팬 클럽 한정판
| #  | 제목                                               | 재생 시간 |
| -- | -------------------------------------------------- | --------- |
| 1. | 〈NEW〉                                            |           |
| 2. | 〈~Interlude~〉                                    |           |
| 3. | 〈LEAP of FAITH〉                                  |           |
| 4. | 〈NEW (2BEDROOM REMIX)〉                           | 4:56      |
| 5. | 〈NEW〉 (Instrumental)                             |           |
| 6. | 〈LEAP of FAITH〉 (Instrumental)                   |           |
| 7. | 〈Think about AAA 11th Anniversary ～season 38～〉 |           |
| 8. | 〈Think about AAA 11th Anniversary ～season 39～〉 |           |

굿즈
- NEW 샤워 샌들

## 미디어에서의 사용
NEW
일본 코카콜라 《스프라이트》 CM 송

## 발매일
| 국가     | 날짜            | 포맷                | 레이블          |
| -------- | --------------- | ------------------- | --------------- |
| 일본     | 2016년 6월 8일  | CD, 디지털 다운로드 | 에이벡스 트랙스 |
| 대한민국 | 2016년 9월 28일 | 디지털 다운로드     | KT 뮤직         |

## 차트
| 국가 | 차트               | 최고 순위 |
| ---- | ------------------ | --------- |
| 일본 | 오리콘 차트 (주간) | 3         |

### 내용주
1. ↑  랩 가사는 히다카가 랩 파트의 레코딩으로 향하는 택시 안에서 쓰여진 것으로 이 때에 노래의 가사를 한 번만 읽고 깊게 생각하지 않도록 의식하면서 제작했다. 이 곡의 랩 작사는 프리스타일 같은 느낌이라고 말하고 있으며 녹음을 마치고나서 가사를 쓰기 시작했다는 듯한 코멘트를 하고 있다[1].
2. ↑  음이 다음 곡과 이어져 있다.
3. ↑  멤버 아타에는 “사운드적으로 지금까지 느름한 느낌의 곡이였던 건, 지금까지 없었다. 곧바로 앞을 향해서 나아가는 의지를 느낄 수 있는 사운드이기에 라이브로 부른다면 화려한 매혹 방식이 어울리는 곡이라기 보다 앞을 향해서 가려고 하는 강한 의지를 느끼게 하는 당당한 매혹 방식을 하고 싶습니다.”라고 말하고 있다. 전체를 통해서 포기하지 말라는 것이나 자신이 생각하고 있는 것을 형태로 해서 미래를 만들어 가는 것은 가능하다고 하는 것을 노래하고 있는 가사. 불가능한 것은 없는, 피하지 않고 앞으로 나아가자라는 메시지를 가지는 곡이다. 사운드에서 받는 인상이 가사가 되고 있다.

### 참조주
1. ↑  CD 데이터 2016년 6월호